# Highland Beach (Flórida)
Highland Beach é uma vila localizada no estado americano da Flórida, no condado de Palm Beach. Foi incorporada em 1949.

## Geografia
De acordo com o United States Census Bureau, a vila tem uma área de 3,3 km², onde 1,3 km² estão cobertos por terra e 2 km² por água.

### Localidades na vizinhança
O diagrama seguinte representa as localidades num raio de 16 km ao redor de Highland Beach.

## Demografia
Segundo o censo nacional de 2010, a sua população é de 3 539 habitantes e sua densidade populacional é de 2 788,60 hab/km². Possui 3 564 residências, que resulta em uma densidade de 2 808,30 residências/km².